# Volodîmîrivka, Mejova
Volodîmîrivka (în ucraineană Володимирівка) este un sat în așezarea urbană Demurîne din raionul Mejova, regiunea Dnipropetrovsk, Ucraina.

## Demografie
Componența lingvistică a localității Volodîmîrivka
     Ucraineană (90,8%)
     Rusă (9,2%)
Conform recensământului din 2001, majoritatea populației localității Volodîmîrivka era vorbitoare de ucraineană (90,8%), existând în minoritate și vorbitori de rusă (9,2%).